# Cœur-de-la-Vallée
Cœur-de-la-Vallée ist eine französische Gemeinde mit 645 Einwohnern (Stand 1. Januar 2022) im Département Marne in der Region Grand Est. Die Gemeinde gehört zum Arrondissement Épernay, zum Kanton Dormans-Paysages de Champagne und zum Gemeindeverband Paysages de la Champagne.
Sie entstand mit Wirkung vom 1. Januar 2023 als Commune nouvelle durch Zusammenlegung der bis dahin selbstständigen Gemeinden Reuil, Binson-et-Orquigny und Villers-sous-Châtillon, die fortan den Status von Communes déléguées besitzen. Der Verwaltungssitz befindet sich in Reuil.

## Gemeindegliederung
| Commune déléguée        | Ehemaliger INSEE-Code | PLZ   | Fläche (km²) | Einwohnerzahl (2022) |
| ----------------------- | --------------------- | ----- | ------------ | -------------------- |
| Reuil (Verwaltungssitz) | 51457                 | 51480 | 5,36         | 273                  |
| Binson-et-Orquigny      | 51063                 | 51700 | 3,39         | 163                  |
| Villers-sous-Châtillon  | 51637                 | 51700 | 4,84         | 209                  |

## Geographie
Cœur-de-la-Vallée liegt am westlichen Rand des Départements Marne ca. 25,5 Kilometer südwestlich von Reims und 12,5 Kilometer nordwestlich von Epernay im Regionalen Naturpark Montagne de Reims.
An den nördlichen Partien der Gemeinde über Höhen von über 200 m wächst vor allem Wald. Die Gemeinde gehört zum Weinbaugebiet Champagne, an den südlichen und westlichen Abhängen werden Grundweine für die Herstellung von Champagner angebaut.
Die Gemeinde liegt am rechten Ufer der Marne im Einzugsgebiet des Flusses Seine. Der Ru de Camp durchquert das Gemeindegebiet von Nordost nach Südwest und mündet hier in den Ru de Belval, der abschnittsweise die natürliche Grenze zur westlichen Nachbargemeinde Châtillon-sur-Marne bildet und als rechter Nebenfluss in die Marne mündet.
Umgeben wird Cœur-de-la-Vallée von den sieben Nachbargemeinden:
| Baslieux-sous-Châtillon | Cuchery                                     | Belval-sous-Châtillon |
| Châtillon-sur-Marne     | Kompassrose, die auf Nachbargemeinden zeigt | Venteuil              |
|                         | Œuilly                                      | Boursault             |

## Sehenswürdigkeiten
| Name                 | Ort                    | Bemerkungen                                         | Bild |
| -------------------- | ---------------------- | --------------------------------------------------- | ---- |
| Kirche Saint-Martin  | Reuil                  | Als Monument historique im Jahre 1919 klassifiziert |      |
| Kirche Saint-Jacques | Villers-sous-Châtillon |                                                     |      |

## Bildung
Die Gemeinde verfügt über öffentliche Grundschulen in Reuil und in Binson-et-Orquigny mit 18 bzw. 10 Schülern im Schuljahr 2022/2023 sowie eine öffentliche Vorschule in Villers-sous-Châtillon mit 10 Schülern im Schuljahr 2022/2023.

## Wirtschaft

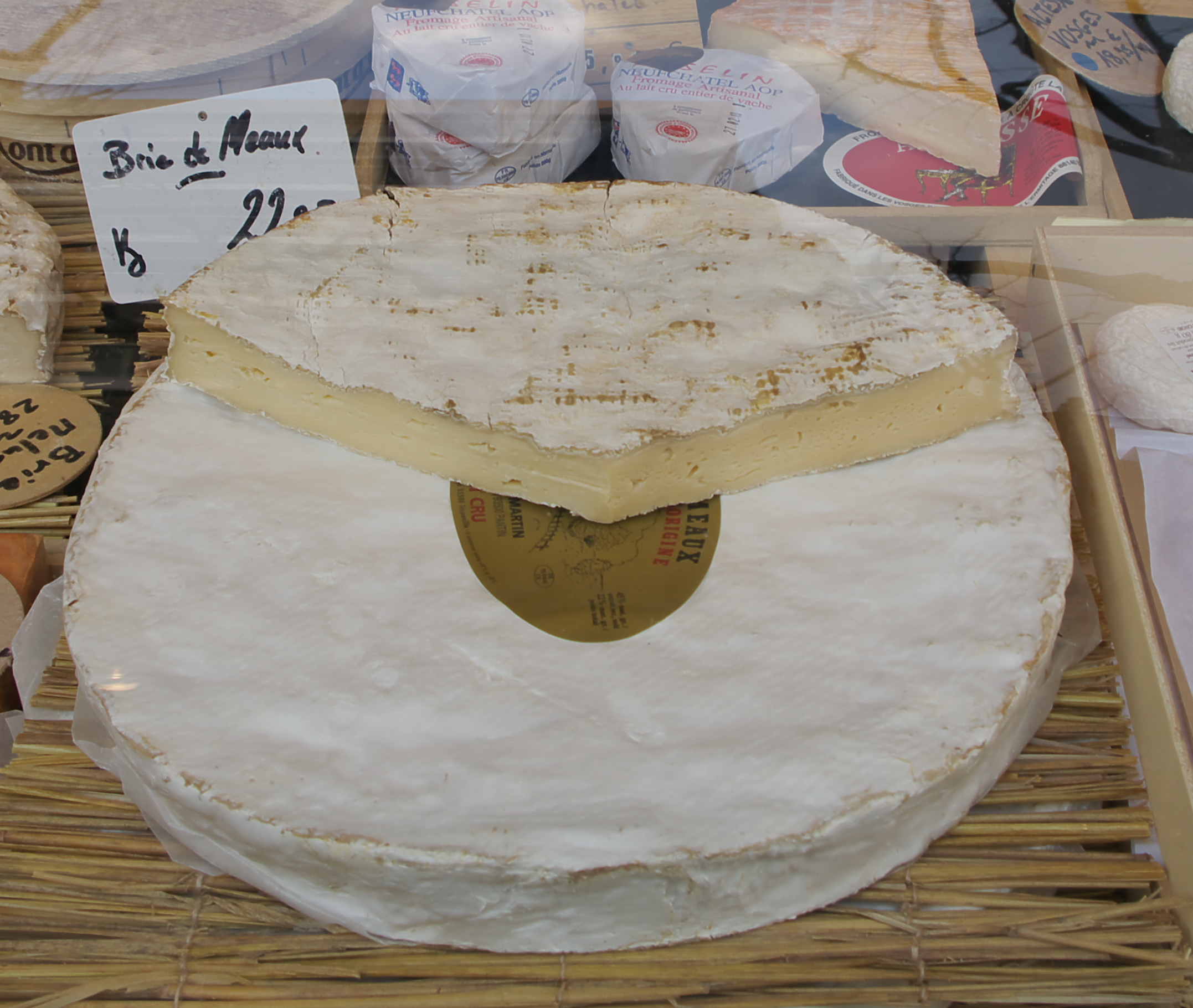
Brie de Meaux

Cœur-de-la-Vallée liegt in den Zonen AOC
- des Brie de Meaux,
- des Champagners und
- der Coteaux champenois blanc, rosé und rouge.[5]

## Verkehr
Die Route départementale 1 durchquert die Gemeinde in Ostwestrichtung.